# Piața Omonia
Piața Omonia (în greacă Πλατεία Ομονοίας, Plateía Omonoías, pronunțat [plaˈtia omoˈnias], „Piața Concordiei”, menționată de multe ori pur și simplu ca Omónia pronunție în greacă modernă [oˈmonia]) este o piață centrală din Atena. Ea se află în colțul de nord al zonei centrale definite de planurile orașului din secolul al XIX-lea și este unul dintre principalele noduri rutiere ale orașului. Aici se află stația de metrou Omonia.
Piața Omonia este una dintre cele mai vechi piețe ale orașului Atena și o importantă zonă comercială. Ea se află în centrul orașului, la intersecția a șase străzi principale: Panepistimiou, Stadiou, Athinas, Peiraios, Agiou Konstantinou și 3 Septemvriou.

## Numele pieței
Piața a fost construită în 1846 și numele său original a fost „Plateia Anaktoron” (Piața Palatului), deoarece, potrivit planului urbanistic inițial al Atenei din 1834 (1833) propus de arhitecții Stamatios Kleanthis și Eduard Schaubert, în această zonă urma să se construiască palatul regal (anaktora). Mai târziu, piața a fost redenumită „Piața Othonos” în onoarea regelui Otto. În 1862, după detronarea lui Otto, ea a primit numele său actual, „Piața Omonia”, pentru că liderii facțiunilor politice rivale depuneau aici jurământul de pace (omonia) pentru a stopa conflictele interne.

## Istoria modificărilor aspectului
La sfârșitul secolului al XIX-lea piața a suferit mai multe modificări ale aspectului. O platformă poligonală a fost amplasată în centrul pieței, au fost plantați copaci de-a lungul pieței  și a fost instalat un sistem de iluminat. Piața Omonia era centrul vieții sociale și culturale a orașului Atena, deoarece aici se afla punctul de pornire al căii ferate și existau numeroase hoteluri în apropiere.
Construirea căii ferate subterane între Pireu și Atena în perioada 1925-1930 a necesitat reproiectarea pieței. Piața Omonia a dobândit o formă circulară și au fost amplasate coloane de marmură la intrările în stația de metrou. Piața a început să semene cu piețele centrale ale marilor orașe europene și a dobândit un rol comercial important. Ca urmare a existenței căii ferate subterane a fost necesar să fie instalat un sistem de ventilație subterană și, în 1931, primarul Spiros Merkouris a propus amplasarea a opt sculpturi reprezentând muzele mitologice pentru a acoperi gurile de aerisire ale metroului atenian. Deși problema a fost rezolvată, rezultatul nu a satisfăcut așteptările estetice ale atenienilor și statuile au fost înlăturate în scurtă vreme.
Anii '50 au reprezentat o epocă de modernizare a orașului Atena și și-au pus amprenta, prin urmare, asupra mai multor spații publice. În 1954, în zona de metrou Piața Omonia, s-au amenajat bănci, magazine și un oficiu poștal.
În 1958 Ministerul Transporturilor și Lucrărilor Publice a organizat un concurs pentru dezvoltarea Pieței Omonia. Concursul a fost câștigat de sculptorul George Zongolopoulos și arhitectul Kostas Bitsios. Propunerea lor a inclus un sistem acvatic circular central în mijlocul căreia urma să fie amplasată un ansamblu statuar dedicat lui Poseidon. Piața a fost reproiectată în cele din urmă fără amplasarea sculpturii. Fântânile din piața Omonia au devenit un faimos reper al orașului și piața a apărut de multe ori în filmele grecești din acea perioadă.
Sub piață se află stația de metrou Omonia, un important nod de transport cu un trafic de pasageri egal cu cel al stației de metrou Syntagma.

## Celebrări
În această piață au fost sărbătorite succesele sportive recente precum victoriile Greciei în finala campionatului european de baschet Eurobasket 2005 și în finala campionatului european de fotbal Euro 2004, atunci când oamenii au escaladat sculptura Cele Cinci Inele pentru a arbora acolo drapelul național.

## Arhitectură
După transformarea sa din 2003, piața a pierdut o parte din prestigiu și importanță, dar cu toate acestea continuă să reprezinte un spațiu multicultural și un punct de comunicare, precum și un nod central de transport pentru mii de persoane pe tot parcursul zilei.
Două dintre cele mai recunoscute clădiri sunt vechile hoteluri neoclasice din zonă: Bagkeion și Megas Alexandros, situate unul lângă altul, de fiecare parte a străzii Athinas. Sculptura Pentakiklon (Cele Cinci Inele) are propria poveste: amplasată în piață în 2001, ea nu a funcționat pe deplin până în perioada Crăciunului din 2008, atunci când apa a început să curgă pentru prima dată pe sculptură, făcând ca cele cinci cercuri să se pună în mișcare.

## Imagini

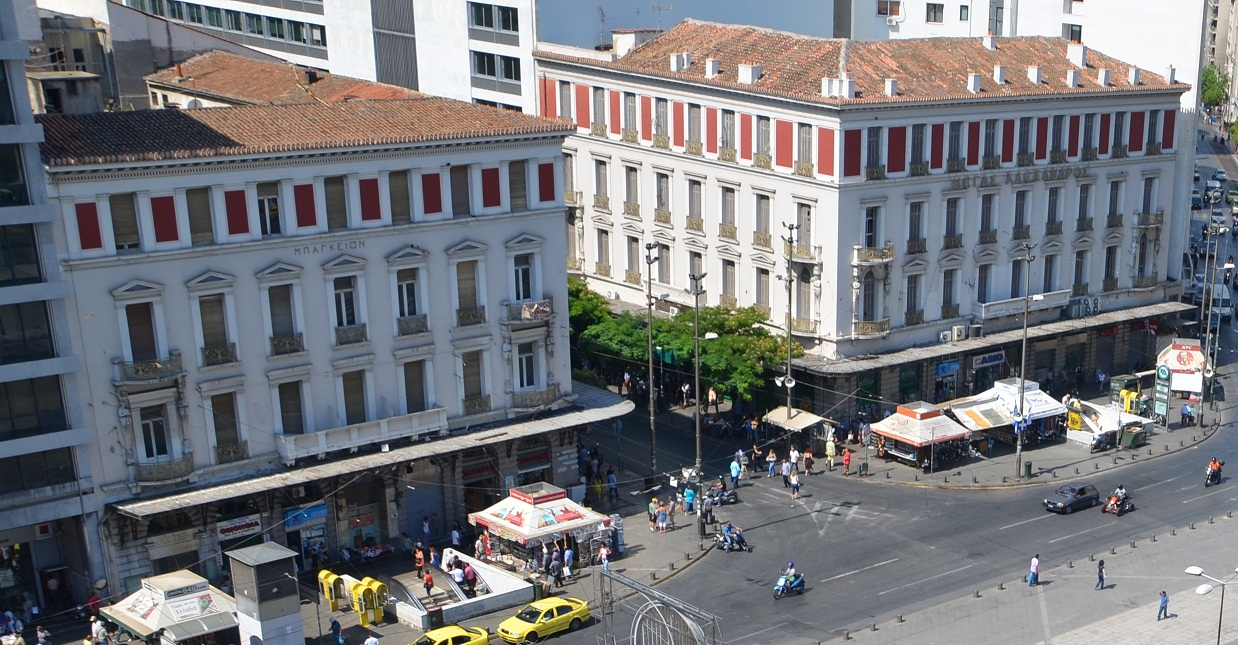
Două dintre cele mai cunoscute clădiri din piață: hotelurile Bagkeion (stânga) și Megas Alexandros (arh. Ernst Ziller)
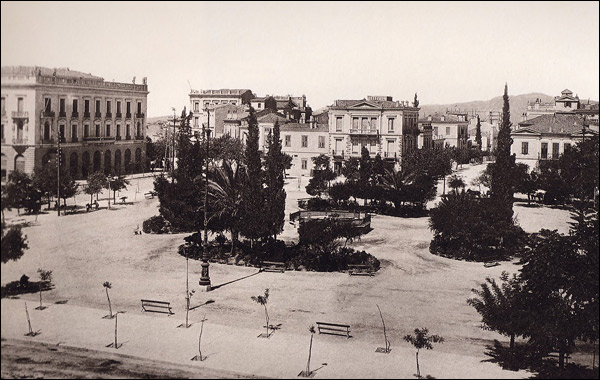
Piața Omonia, 1890
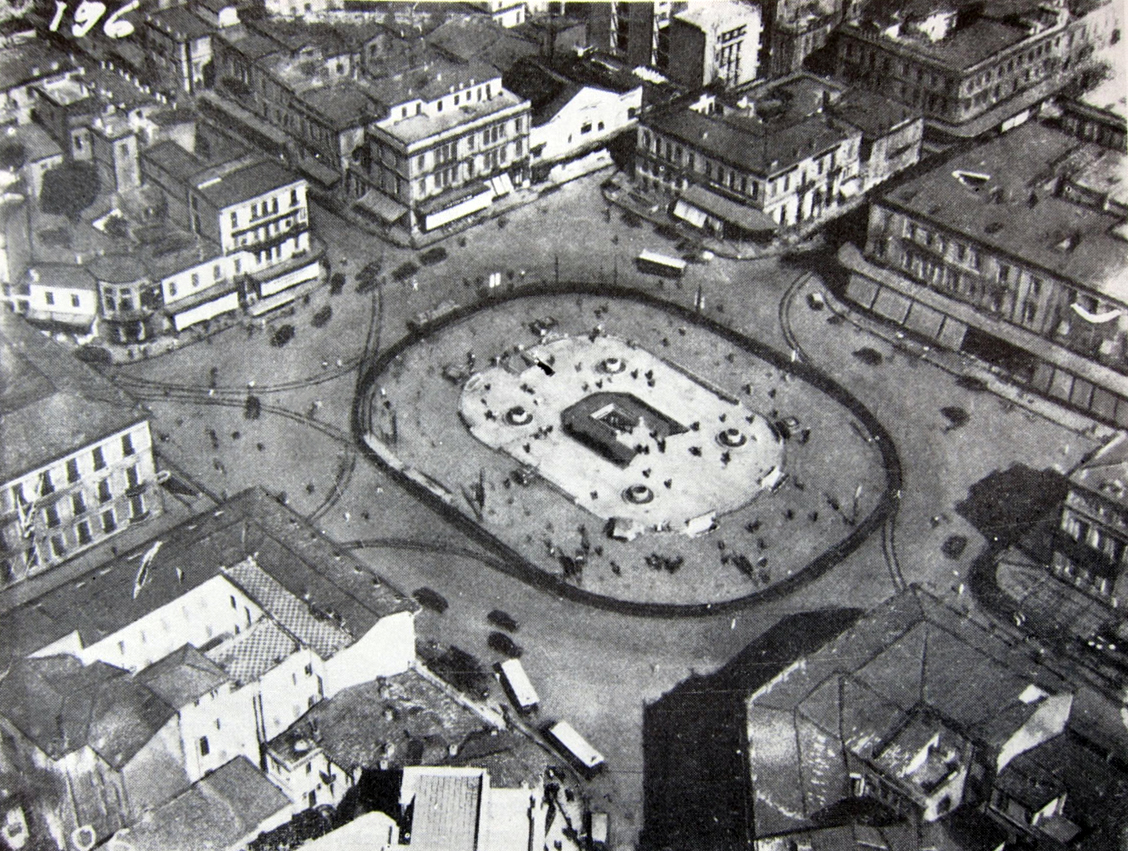
Piața Omonia, 1925
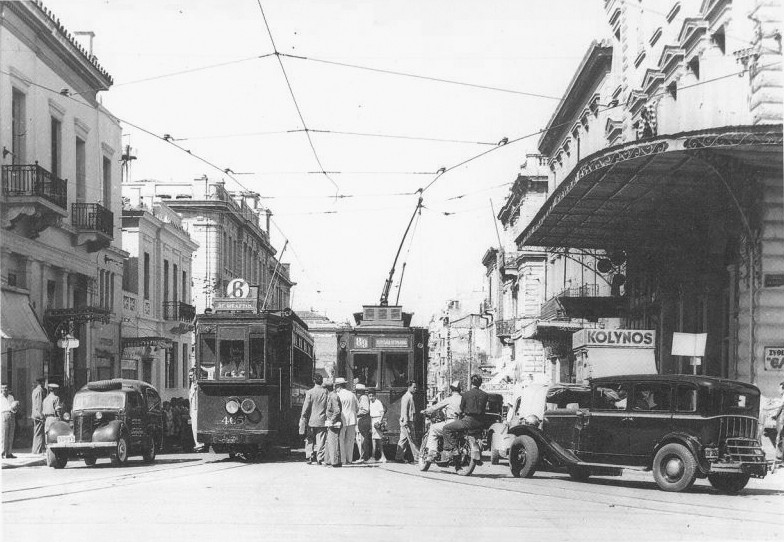
Omonia în anii 50'
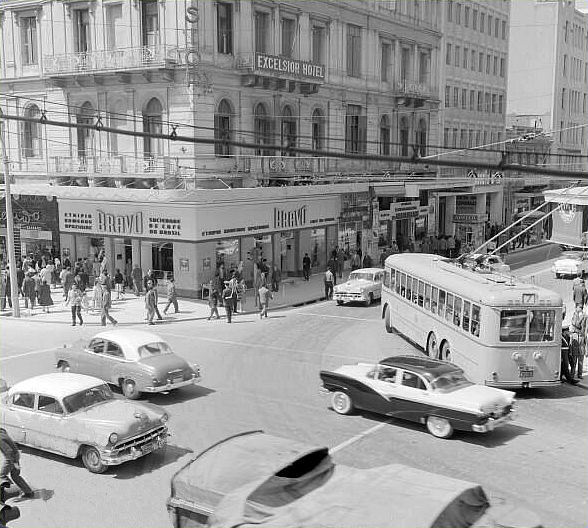
Omonia în anii 60'
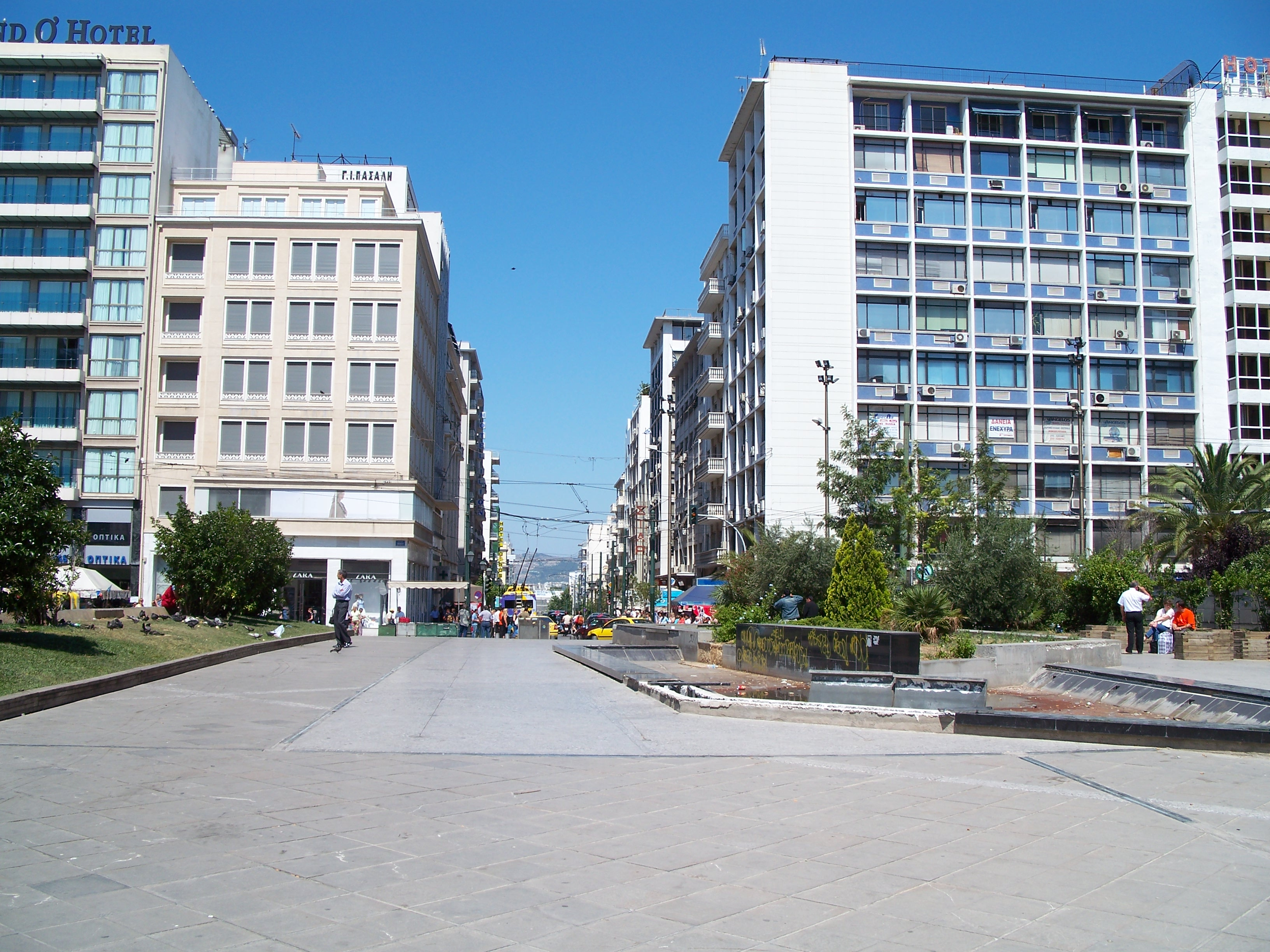
Vedere a pieței
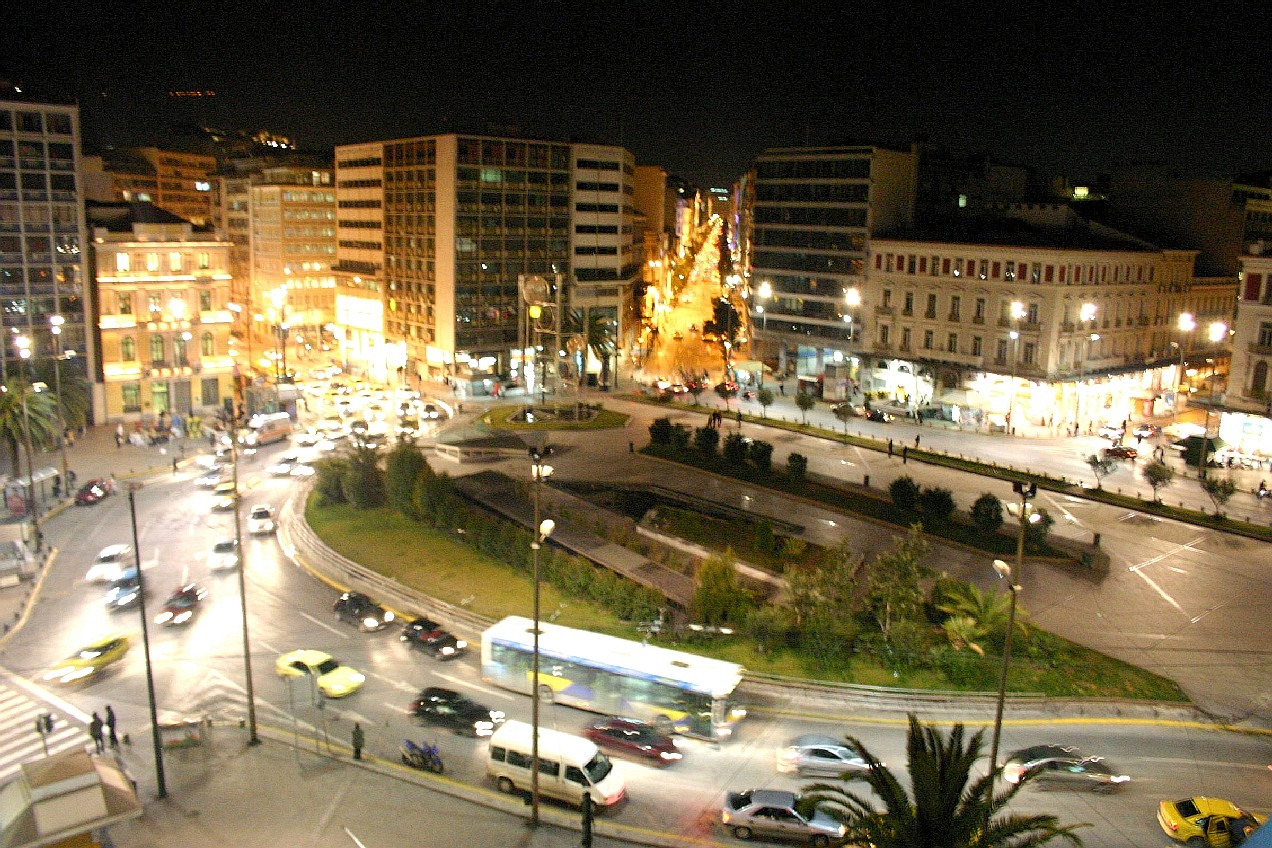
Vedere nocturnă
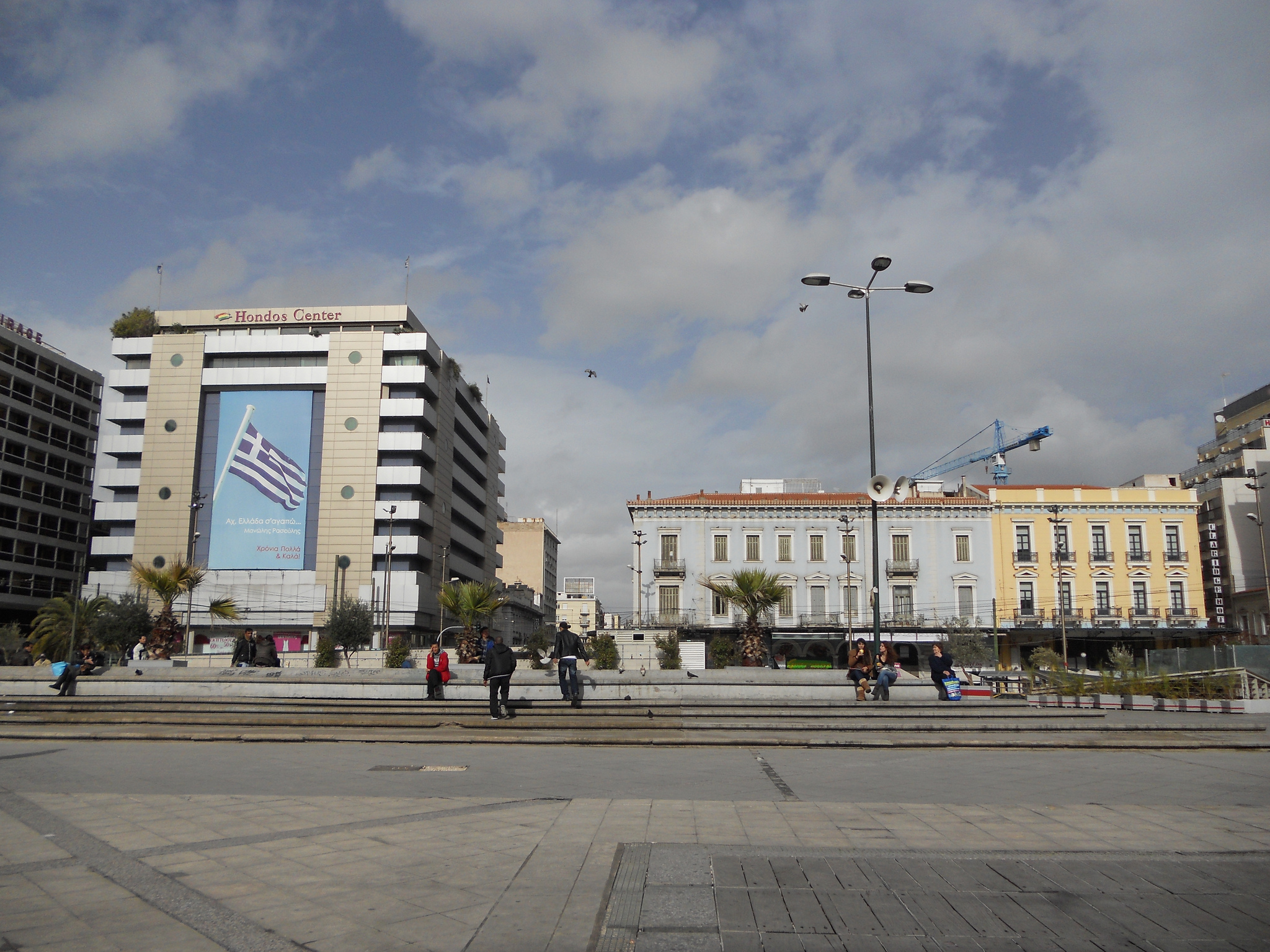
Piața Omonia, 2013

## Vezi și
- Piața Syntagma